# Дзайя, Лука
Лу́ка Дза́йя (итал. Luca Zaia; род. 27 марта 1968, Конельяно, Венеция) — итальянский политик, министр сельского хозяйства в четвёртом правительстве Берлускони (2008—2010), президент области Венеция (с 2010).

## Биография
Родился 27 марта 1968 года в Конельяно, сын механика. В молодости работал официантом, уборщиком, каменщиком, инструктором конного спорта, специалистом по общественным связям на одной из дискотек. 
В 1993 году получил высшее образование в ветеринарии в университете Удине, также обучался в школе энологии в Конельяно. После окончания университета был избран в коммунальный совет Годега-ди-Сант-Урбано от Лиги Севера. 
В 1998 и 2002 годах избирался президентом провинции Тревизо (в возрасте 30 лет оказался самым молодым президентом провинции в Италии), с 2005 по 2008 год являлся вице-президентом области Венеция.
В четвёртом правительстве Берлускони Лука Дзайя занимал должность министра сельского хозяйства с 8 мая 2008 по 15 апреля 2010 года.
28─29 марта 2010 года в области Венеция состоялись местные выборы, на которых Дзайя возглавил правоцентристскую коалицию с участием Лиги Севера, Народа свободы и Альянса центра — христианских демократов, победившую с результатом 60,15 %. Сильнейший из шести соперников — левоцентристская коалиция во главе с Джузеппе Бортолусси (Giuseppe Bortolussi), основу которой составляла Демократическая партия, получила 29,07 % голосов, и Дзайя стал президентом региона.
16─21 марта 2014 года в области Венеция состоялся референдум о независимости, инициированный Джанлукой Бузато (Gianluca Busato). Согласно утверждению организаторов, в нём приняли участие около 63 % жителей, 89 % которых проголосовали за независимость. Власти Италии не признали референдум законным, и Лука Дзайя, будучи президентом региона, назвал его «опросом общественного мнения» (критики на основании изучения данных сервера, на котором проводилось голосование, пришли к выводу, что в действительности в референдуме приняли участие около 10 % от заявленного организаторами количества, причём большое количество голосов поступило из Чили и Испании).
31 мая 2015 года состоялись очередные местные выборы в Венеции, на которых Дзайя возглавил правоцентристскую коалицию в составе: список Дзайя, Лига Севера, Вперёд, Италия, Независимость мы Венето (Indipendenza noi Veneto), Братья Италии и другие. Это объединение победило с общим результатом 50,08 % голосов, причём наибольший вклад внёс именно список Дзайя (23,08 %), обойдя Лигу Севера (17,82 %). Коалиция получила 28 мест в региональном законодательном собрании из 48, а Лука Дзайя сохранил за собой должность президента региона.
22 октября 2017 года в Венето, как и в Ломбардии, состоялся референдум об автономном статусе. Явка превысила 50 %, и более 90 % избирателей ответили на поставленный вопрос утвердительно. Дзайя в этой связи заявил среди прочего, что регион требует оставлять ему более 90 % уплачиваемых на его территории налогов.
21 июля 2019 года опубликовал вместе с губернатором Ломбардии Аттилио Фонтана открытое письмо премьер-министру Конте с обещанием отказать в поддержке любому проекту предоставления большей автономии регионам, «если он выльётся в очередной фарс».
20─21 сентября 2020 года возглавляемая Лукой Дзайя коалиция с участием Лиги Севера, а также партий Вперёд, Италия и Братья Италии одержала сокрушительную победу на региональных выборах с результатом 76,8 %, получив 41 из 49 мест в региональном совете.

## Личная жизнь
Женат, но не имеет детей. Живёт с женой в Тревизо в доме площадью 58 кв. м. 
Впервые обрёл общенациональную известность в 2007 году, когда был оштрафован на 407 евро за превышение скорости — ехал на своём БМВ по автостраде A27 из Тревизо в Венецию на скорости 193 км/ч при ограничении 130 км/ч (сам он утверждал, что должен был срочно добраться в Венецию из-за стихийного бедствия — смерча). 
Ещё ранее, в 2006 году, спас некоего албанца из горящей машины.